# SMART-1
Smart 1 eller SMART-1 var en månsatellit som sköts ut 2003 och använde sig av solcellsdrivna finjusterande jonmotorer för att placera sig i omlopp runt Jordens måne. "SMART" står för Small Missions for Advanced Research in Technology. Satelliten utvecklades av Rymdbolaget och byggdes av Saab Ericsson Space i Linköping.
Smart 1 var en lättviktig sond (367 kg varav 80 kg drivmedel), endast en meter tvärsöver. Den totala kostnaden var relativt låg, 110 miljoner euro. Smart 1 var del av Europeiska rymdorganisationens (ESA) strategi att bygga mindre och billigare rymdfarkoster än NASA, den amerikanska motsvarigheten.
Dess solelektriska framdrivning var avsedd att ge bättre uthållighet än rymdsonder utrustade med traditionella vätskebaserade raketer. 
Drivmedelsreserverna ombord var bara på 60 liter och bestod av xenon. Justerrakterna använde elektromagnetiska fält för att driva fram xenonjoner i hög hastighet. Eftersom den utströmmande hastigheten var mycket högre än kemiska justerraketer kan uppnå behövde rymdfarkosten mycket mindre drivmedel för att nå det givna deltat (hastighetsförändringen).
Smart 1 skickades upp den 27 september 2003. Det tog tretton månader efter dess uppskjutning, som gjordes med en Ariane 5-raket från Kourou, Franska Guyana, att manövrera den i omlopp runt månen och ytterligare ett par veckor att förflytta den till ett snävt månomlopp.

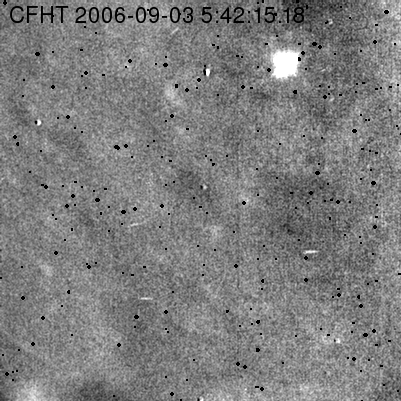
SMART-1 nedslagskrasch registrerad av [http://www.cfht.hawaii.edu/ kanadensisk-franska teleskopet på Hawaii

Väl där använde satelliten infrarött ljus för att söka efter fruset vatten, speciellt runt omkring sydpolen, där några områden av ytan aldrig träffas av direkt solljus. I uppdraget ingick även att använda röntgenspektrografi för att kartlägga den kemiska sammansättningen av hela månens yta.
- 15 november 2004 SMART-1 är framme vid månen nästan 13 månader efter start.
- 3 september 2006 kl 05:42 UTC tog uppdraget slut och SMART-1 kraschades mot månens yta med en fart av ca 7 000 km/h. [3] Forskare världen över observerade kraschen för att samla in information om månytans sammansättning och data om själva nedslaget.

### Fotnoter
1. ↑  ”NASA Space Science Data Coordinated Archive” (på engelska). NASA. https://nssdc.gsfc.nasa.gov/nmc/spacecraft/display.action?id=2003-043C. Läst 7 april 2020.
2. ↑  Svensk månresa börjar på söndag Dagens Nyheter
3. ↑  Intense final hours for SMART-1 ESA, 2 September 2006